# Boophis axelmeyeri
Boophis axelmeyeri Vences, Andreone & Vieites, 2005 è una rana della famiglia Mantellidae, endemica del Madagascar.

## Distribuzione e habitat
La presenza di questa specie è stata documentata in diverse aree di foresta pluviale di media altitudine del Madagascar nord-occidentale, quali il massiccio dello Tsaratanana, il massiccio di Manongarivo, il massiccio di Marojejy, la penisola di Masoala e la riserva speciale di Anjanaharibe Sud, ad altitudini comprese tra 600 e 1200 m.

## Biologia
La riproduzione avviene nei pressi di piccoli corsi d'acqua. Il maschio emette il suo richiamo da una altezza di 2–3 m. Il richiamo consiste consiste di due note disarmoniche, una più lunga, isolata, seguita da una serie di 10 brevi note.